# Resolució 1769 del Consell de Seguretat de les Nacions Unides
La Resolució 1769 del Consell de Seguretat de les Nacions Unides fou adoptada per unanimitat el 31 de juliol de 2007. Després de reafirmar totes les resolucions sobre la situació al Sudan, el Consell va establir la Operació Híbrida de la Unió Africana i les Nacions Unides al Darfur (UNAMID) en un intent d'acabar amb la violència al Darfur, per un període inicial de dotze mesos.
Després de rebutjar una primera versió de projecte que incloïa l'amenaça de sancions, Sudan va acceptar acceptar una segona resolució que no incloïa amenaces de sancions, que va qualificar de "pas en la direcció correcta".

## Resolució

### Observacions
En el preàmbul de la resolució, el Consell va recordar que totes les parts, inclosa Sudan, en una consulta sobre el Darfur, van acordar el desplegament dels paquets de suport lleuger i pesat de les Nacions Unides a la Missió de la Unió Africana al Sudan (AMIS) i una operació híbrida al Darfur. Les parts havien acordat que l'operació híbrida hauria de tenir un "caràcter" africà amb tropes provinents dels països africans.
Mentrestant, la Resolució 1769 va expressar la seva preocupació pels atacs contra la població, inclosa la violència sexual, i la seguretat dels treballadors d'ajuda humanitària; en aquest sentit, calia portar els responsables d'els atacs davant la justícia. El Consell va exigir el final de les incursions aèries i la utilització de marques de les Nacions Unides a les aeronaus en aquests bombardejos. Va reafirmar que la inestabilitat a Darfur podria tenir implicacions per a la regió més àmplia i, per tant, va determinar que la situació continués sent una amenaça per a la pau i la seguretat internacionals.

### Actes
Amb la intenció de donar suport a l'Acord de pau del Darfur, el Consell de Seguretat va establir la UNAMID per un període inicial de dotze mesos. Estaria constituït per tropes de les Nacions Unides i de l'AMIS, que comptaven amb 19.555 efectius, inclosos 360 observadors militars i oficials d'enllaç, i 3.772 policies, incloses 19 unitats policials de 140 oficials. Totes les parts estaven obligades a cooperar en el desplegament de la UNAMID.
L'operació de manteniment de la pau era supervisar l'embargament d'armes en el lloc des de Resolució 1556 (2004). Utilitzant "tots els mitjans necessaris" sota el Capítol VII de la Carta de les Nacions Unides, també es va instruir a la missió de protegir els civils, els treballadors i els atacs, i donar suport a l'aplicació de l'Acord de Pau del Darfur.
La resolució va subratllar que no hi havia una solució militar al conflicte al Darfur. Cal centrar-se en iniciatives de desenvolupament, com ara la reconstrucció i el desenvolupament, la indemnització i el retorn dels desplaçats interns per aconseguir la pau al Darfur.
Finalment, es va demanar al Secretari General Ban Ki-moon que informés sobre la situació cada 90 dies, inclosa la situació sobre el terreny i la implementació del procés de pau .